# 김미야
김미야 (1976년 8월 5일 ~ )는 대한민국의 배우이다.

## 주요 출연작

### 영화
- 2006년 《연애, 그 참을 수 없는 가벼움》 - 과부촌 아가씨 역
- 2007년 《상어》 - 은숙 역
- 2007년 《스카우트》
- 2007년 《꽃미남 연쇄 테러 사건》 - 여선생 역
- 2008년 《쉿! 그녀에겐 비밀이에요》 - 복지원 복지사 역
- 2009년 《핑크토끼》 - 재희 역
- 2010년 《내 깡패 같은 애인》 - 대기녀 역
- 2011년 《패는여자》 - 술집마담 역
- 2012년 《연애의 온도》 - 김과장 부인 역
- 2014년 《살인의뢰》 - 여차장 역
- 2014년 《푸른노을》 - 윤수정 집주인 역

### 드라마
- 1996년 MBC 《사과꽃 향기》
- 1999년 MBC 《눈물이 보일까봐》
- 2009년 KBS2 《솔약국집 아들들》 - 수예점에서 수예 하고있는 여자 역